# Die Dornenvögel
Die Dornenvögel (englischer Originaltitel: The Thorn Birds) ist ein Roman der australischen Schriftstellerin Colleen McCullough von 1977. Er schildert die Geschichte einer Farmerfamilie Australiens in der ersten Hälfte des 20. Jahrhunderts. Im Fokus steht dabei die Liebesgeschichte zwischen dem Priester Ralph de Bricassart und der Farmerstochter Meggie Cleary.

## Handlung
Die Saga der Familie Cleary beginnt zu Anfang des 20. Jahrhunderts, als Paddy Cleary mit Frau und sieben Kindern von Neuseeland ins südöstliche Australien auswandert, um dort auf der Farm Drogheda als Schafbauer für seine Schwester Mary Carson zu arbeiten. Trotz familiärer Spannungen und hoher Anforderungen, die das harte, raue Landleben an die Clearys stellt, scheint die Familie doch mehr oder weniger zur Ruhe zu finden. Der Friede erweist sich jedoch als trügerisch: Meggie, die einzige Tochter der Clearys, hegt seit Kindertagen eine große Zuneigung zu dem attraktiven Pater Ralph de Bricassart, der mit der Familie eng verbunden ist.
Die eifersüchtige Mary Carson hinterlässt ihr beträchtliches Vermögen Pater Ralph in dem Wissen, dass dieser mit den so gewonnenen Mitteln die Farm verlassen wird, um seine ehrgeizigen Karriereziele in der katholischen Kirche verfolgen zu können. Bereits bei seinem Abschied kommt es zwischen dem Priester und der nun zur Frau gewordenen Meggie zu einem ersten Kuss. Als Jahre später Meggies Vater und Bruder bei einem Brand ums Leben kommen, kehrt Ralph für kurze Zeit zurück. Es zeigt sich, dass ihre Gefühle füreinander unverändert sind. Ralph macht Meggie jedoch klar, dass Gott in seinem Leben immer an erster Stelle stehen wird.
Als Meggie begreift, dass sie nie eine Beziehung mit Ralph führen können wird, heiratet sie Luke O’Neill, der sie äußerlich an Ralph erinnert und mit dem sie nach Queensland geht. Luke erweist sich als nicht gerade fürsorglicher Ehemann: Obwohl die beiden von Meggies Geld ein gutes Leben führen könnten, schließt sich Luke einer Truppe von Zuckerrohrschneidern an. Für Meggie organisiert er eine Stelle als Haushaltshilfe bei einem kinderlosen Ehepaar.
Meggie glaubt, Luke durch ein gemeinsames Kind zu einem familiäreren Leben bringen zu können. Als sie ihm mitteilt, dass sie schwanger ist, merkt sie jedoch, dass Luke das Kind nur als Belastung sieht. Aus der unglücklichen Situation heraus entwickelt sie wenig mütterliche Gefühle gegenüber ihrer Tochter Justine.
Ihre Arbeitgeber, zu denen Meggie im Laufe der Zeit ein freundschaftliches Verhältnis aufgebaut hat, raten ihr zu einem Urlaub. Sie reist nach Matlock Island und hat dort zum ersten Mal die Gelegenheit, allein zu sein und ihr Leben zu reflektieren. Sie beschließt, Luke zu verlassen und mit ihrer Tochter wieder auf Drogheda zu leben.
Überraschend taucht Ralph auf der Insel auf: Er macht sich Sorgen um Meggie und möchte ihr als Freund zur Seite stehen. Vom ersten Augenblick an übermannt die beiden aber die jahrelang unterdrückte Leidenschaft, und sie verbringen die Tage als Liebespaar.
Zurück in Queensland weiß Meggie, dass sie von Ralph schwanger ist. Sie teilt Luke mit, dass sie ihn verlässt, und kehrt nach Drogheda zurück.
Meggie, die von ihrer Mutter nie viel Zuwendung erfuhr, hatte sich in ihrer Kindheit geschworen, dass sie niemals eines ihrer Kinder mehr lieben wird als das andere. Tatsächlich liebt sie nun ihren Sohn Dane, den Sohn Ralphs, mehr als ihre Tochter Justine. Justine spürt dies und entwickelt sich zu einem unzugänglichen Kind, das echte Gefühle nur für ihren Bruder aufbringen kann. Sie beschließt, Schauspielerin in Europa zu werden.
Als Dane schon in seinen Jugendjahren steht, besucht Pater Ralph Meggie, Dane und all die anderen Clearies auf Drogheda. Ralph und Dane fühlen sich zueinander hingezogen. Dane bewundert Ralph und möchte ihm als Priester nachfolgen. Dane eröffnet Meggie, dass er Priester werden möchte – ein harter Schlag für sie, denn sie sieht es als weiteres Opfer, das sie Gott erbringen muss. Sie sieht die Ereignisse jedoch als folgerichtig an, da sie Dane von Gott „gestohlen“ hat, und vertraut seine Ausbildung dem mittlerweile zum Kardinal aufgestiegenen Ralph an – der nach wie vor nicht weiß, dass Dane sein Sohn ist. Als Dane in Rom zum Priester geweiht wird, weigert sich Meggie, dorthin zu kommen und an der Priesterweihe teilzunehmen, obwohl sie auch die Nachricht erhält, dass es Kardinal de Bricassart gesundheitlich nicht gut gehen würde. Justine lernt den langjährigen Freund Ralphs, Rainer Hartheim kennen, der sich bald in sie verliebt. Er bemerkt jedoch ihre emotionale Zurückgezogenheit und geduldet sich über Jahre, bis es endlich zu einer gemeinsamen Liebesnacht kommt. Justine öffnet sich ihm, um unmittelbar danach mit der Nachricht konfrontiert zu werden, dass Dane in Griechenland ertrunken ist. Justine macht sich Vorwürfe, dass sie ihren Bruder wegen Rainer nicht beschützt hat, und beschließt, zurück zu ihrer Mutter nach Drogheda zu gehen.
Wie schon vorher bei dem Tod von Paddy und Stu kehrt Ralph zu Drogheda mit dem Sarg von Dane zurück, um dessen Beerdigung zu begleiten. Rainer bittet Meggie darum, Justine dazu zu bewegen, ihre Liebe zu ihm zuzulassen. Meggie ist inzwischen auch aufgrund des neuen, innigeren Verhältnisses zu ihrer Mutter klar geworden, dass sie Justine stets benachteiligt hat, und sie erklärt Justine, dass diese keine Verantwortung an Danes Tod trifft und sie ihr eigenes Leben leben muss. Justine entscheidet sich daraufhin für ein Leben mit Rainer in London. Damit führt sie als erste Cleary in vier Generationen ein unabhängiges Leben jenseits des Familienbesitzes.
Meggie fühlt sich durch Danes Tod von Gott abgestraft und teilt in ihrer Verbitterung Ralph mit, dass Dane sein Sohn war. Ralph bricht zusammen, beschließt jedoch im Anschluss daran, auf Drogheda zu bleiben und bittet Meggie um Verzeihung, dass er sich nie ganz für sie entschieden hat. Er stirbt daraufhin in Meggies Armen. Die Rückkehr von Ralph nach Drogheda nach dem Tod eines Familienmitglieds der Clearies wurde damit zu einem Leitmotiv des Romans, bis er dann selbst nach den für ihn besonders schmerzlichen Begräbnisfeierlichkeiten für Dane in Beisein von Meggie starb. Dane und Ralph, die Menschen, die Meggie am meisten liebte, starben damit in kurzer Zeit.

## Zum Titel des Buches
Die Autorin lässt Ralph der jungen Meggie erklären, was es mit den Dornenvögeln auf sich hat:

„Da gibt es die Legende von einem Vogel, der in seinem Leben nur ein einziges Mal singt, doch singt er süßer als jedes andere Geschöpf auf dem Erdengrund. Von dem Augenblick an, da er sein Nest verlässt, sucht er nach einem Dornenbaum und ruht nicht, ehe er ihn nicht gefunden hat.
Und wenn er im Gezweig zu singen beginnt, dann lässt er sich so darauf nieder, dass ihn der größte und schärfste Dorn durchbohrt. Doch während er stirbt, erhebt er sich über die Todesqual, und sein Gesang klingt herrlicher als das Jubeln der Lerche oder das Flöten der Nachtigall. Ein unvergleichliches Lied, bezahlt mit dem eigenen Leben. Aber die ganze Welt hält inne, um zu lauschen, und Gott im Himmel lächelt. Denn das Beste ist nur zu erreichen unter großen Opfern … So jedenfalls heißt es in der Legende.“

## Rezeption
Die Dornenvögel waren Ende der 1970er Jahre und in der ersten Hälfte der 1980er Jahre einer der weltweit meistgelesenen Romane. Nachdem sich die gebundene Ausgabe in Amerika sehr schnell zu einem Bestseller entwickelt hatte, entstand um die Rechte für die Taschenbuchausgabe eine regelrechte Bieterschlacht, die mit der damaligen Rekordsumme von 1,9 Millionen Dollar endete. Die deutschsprachige Taschenbuchausgabe erschien im Heyne-Verlag und verkaufte sich bis zum Jahr 2000 über zwei Millionen Mal. Insgesamt verkaufte sich der Roman bis zum Tode seiner Autorin 2015 über 33 Millionen Mal und wurde in 20 Sprachen übersetzt.
Nach ihrem Erscheinen wurden Die Dornenvögel in der Presse oft mit dem Roman Vom Winde verweht verglichen und als das neue oder australische Vom Winde verweht bezeichnet. Jahrzehnte später verglich die Zeitschrift People sie mit dem Roman 50 Shades of Grey und nannte sie die 50 Shades of Grey ihrer Zeit.

### Adaptionen
1983 wurde der Roman, ebenfalls unter dem Titel Die Dornenvögel, als vierteilige Miniserie verfilmt. In dem Film spielen Richard Chamberlain, Rachel Ward, Barbara Stanwyck, Christopher Plummer, Mare Winningham, Jean Simmons und Bryan Brown mit. Regie führte Daryl Duke. Die Serie gewann vier Golden Globes und acht Emmys und erreichte mit einer Zuschauerrate von 41,9 %, den zweithöchsten bis dahin jemals gemessenen Wert, was bedeutet, dass sie bei ihrer Erstausstrahlung von etwa 110 Millionen Amerikanern gesehen wurde.
1996 wurde der mittlerer Teil von McCulloughs Roman, der sich unter anderem mit der Judenverfolgung während des Zweiten Weltkriegs beschäftigt und in der 1983er-Verfilmung ausgespart worden war, als TV-Zweiteiler unter dem Titel Die Dornenvögel – Die verlorenen Jahre nachträglich verfilmt, wobei bis auf Kardinal de Bricassart alle Rollen neu besetzt wurden.
Eine Adaption des Romans als Musical feierte 2009 Premiere. Das Libretto stammte von McCullough selbst und Gloria Bruni komponierte die Musik. Aufgeführt wurde es von der Wales Theatre Company unter Regie von Michael Bogdanov, die mit der Produktion im Frühjahr 2009 im Vereinigten Königreich auf Tournee ging. In Deutschland war das Musical von Mai bis August 2016 auf der Openair Waldbühne Ahmsen zu sehen.